# Варламов, Пётр Яковлевич
Пётр Яковлевич Варламов (1897 — 11 марта 1930) — священник Казанско-Богородицкой церкви села Преображеновка Стерлитамакского кантона (района) Башкирской АССР. Русской православной церковью причислен к лику святых новомучеников и исповедников Российских XX века для общецерковного почитания, священномученик.

## Жизнеописание
Пётр Варламов родился в 1897 году в селе Дияшево Белебеевского уезда Уфимской губернии в бедной крестьянской семье Иакова и Елены Варламовых. Отец умер, когда Петру было девять лет, и мать одна воспитывала трех сыновей и дочь.
Петр окончил сельскую школу, в 1915 году — курсы при двухклассной школе для подготовки псаломщиков и диаконов, расположенной в селе Подлубово Стерлитамакского уезда Уфимской губернии. После окончания курсов Петр Яковлевич был назначен псаломщиком храма Казанской иконы Божией Матери в село Преображеновка Стерлитамакского уезда.
На курсах Петр Яковлевич познакомился со своей будущей супругой Анной Ивановной Портновой (1895 г. р.), которая родилась в селе Подлубово в семье кузнеца. В 1915 году супруги переехали жить в село Преображеновку, где поселились в доме для церковного клира, построенного сельским обществом.
В 1918 году во время Гражданской войны Петр Яковлевич укрывал у себя от смерти сельчан. В 1919 году был рукоположен во священника к Казанской церкви.
В начале двадцатых сгорел дом священника, семья с пятью детьми оказалась без крова. Какое-то время они жили на квартире, но затем крестьяне постановили выделить священнику пустующий дом, принадлежащий сельскому обществу.
Для уничтожения духовенства власти облагали их огромными налогами и сборами. Налогами облагались храмы и священники, которые несли ответственность за уплату обоих видов налогов. Церкви облагались различными сельхозналогами (требовалось сдавать зерно или печёный хлеб, шерсть, яйца, масло), а также специальными хозяйственными сборами (на тракторизацию, индустриализацию, на покупку облигаций государственных займов) в принудительном порядке. Священники были приравнены к нетрудовому элементу, сумма их налогообложения назначалась произвольно, по усмотрению властей.
В 1927—1928 годах власти потребовали от священника Варламова выплатить налог в 470 рублей. Денег у отца Петра не было, и он вынужден был отдать корову. В 1928—1929 годах от священника потребовали уплаты налогов уже в сумме 1000 рублей.
В 1929 году усилились гонения на Русскую православную церковь, и в Преображеновке состоялось собрание коммунистов, комсомольцев и актива бедноты, которое единогласно постановило храм закрыть. Поскольку Варламов чинил препятствия для закрытия, то был арестован и заключён в тюрьму в Стерлитамаке.
9 марта 1930 года тройка ГПУ БАССР вынесла решение о применении к священнику Петру Варламову высшей меры наказания с конфискацией имущества. Приговор был приведён в исполнение в Уфе 11 марта 1930 года.
Место захоронения — предположительно Сергиевское кладбище.
Анна Ивановна Варламова скончалась 1 июня 1980 года, похоронена на Тимашевском кладбище Уфы.
На основании Указа Президиума Верховного Совета СССР от 16.01.1989. Варламов Петр Яковлевич и все проходившие вместе с ним по делу лица были реабилитированы Прокуратурой Башкирской АССР (постановления от 22.08.1989. и 21.11.1989).

## Канонизация
Деянием Освященного Юбилейного Архиерейского Собора Русской Православной Церкви 2000 года иерей Петр Варламов причислен к лику святых Собора новомучеников и исповедников Российских XX века для общецерковного почитания.